# Federico Borromeo (1617-1673)
Pour les articles homonymes, voir Borromeo et Federico Borromeo.
Federico Borromeo (né le 29 mai 1617 à Milan, en Lombardie, alors capitale du duché de Milan et mort le 18 février 1673 à Rome) est un cardinal italien du XVIIe siècle.

## Biographie
Federico Borromeo exerce diverses fonctions au sein de la Curie romaine, notamment gouverneur d'Ascoli et de Bénévent, inquisiteur de Malte du 13 novembre 1653 au 29 août 1654 et secrétaire de la Congrégation de l'immunité religieuse. Il est nommé patriarche titulaire d'Alexandrie en 1654 et et consacré par Francesco Peretti di Montalto avec comme co-consécrateurs Giovan Battista Foppa (de) et Giovanni Battista Scanaroli, et est envoyé comme nonce apostolique en Suisse de 1654 à 1665. Il est gouverneur de Rome de 1666 à 1668 et à nonce apostolique en Espagne de 1668 à 1670. 
Le pape Clément X le crée cardinal lors du consistoire du 18 décembre 1670. Federico Borromeo est cardinal secrétaire d'État de 1670 jusqu'à sa mort.
Federico Borromeo est un neveu du cardinal Giberto Borromeo (1652). Les autres cardinaux de sa famille sont : Carlo Borromeo (1560), Federico Borromeo (1587), Vitaliano Borromeo (1766) et Giberto Borromeo (1717).

## Succession apostolique
Federico Borromeo a ordonné les évêques suivants :
- Évêque Johann Konrad von Roggenbach (de) (1659)
- Évêque Ulrich de Mont (de) (1662)
- Évêque Juan Asensio Barrios (es), O. de M. (1670)
- Cardinale Mario Alberizzi (1671)
- Archevêque Pompeo Varese (it) (1671)
- Évêque Giovanni Rasini (it) (1671)
- Évêque Tommaso de Franchi (en) (1671)
- Évêque Francesco Maria Neri (en) (1672)